# Каменне-Броди
Каменне-Броди (пол. Kamienne Brody) — село в Польщі, у гміні Вельґе Ліпновського повіту Куявсько-Поморського воєводства.
Населення — 109 осіб (2011).
У 1975-1998 роках село належало до Влоцлавського воєводства.

## Демографія
Демографічна структура станом на 31 березня 2011 року:
|          | Загалом | Допрацездатний вік | Працездатний вік | Постпрацездатний вік |
| -------- | ------- | ------------------ | ---------------- | -------------------- |
| Чоловіки | 58      | 11                 | 40               | 7                    |
| Жінки    | 51      | 11                 | 30               | 10                   |
| Разом    | 109     | 22                 | 70               | 17                   |